# Pere Oriol i Fulcarà
Pere Oriol i Fulcarà (Llançà, 24 de setembre de 1858 - 2 d'agost de 1914) fou un escriptor altempordanès.

## Obra

### Prosa
- La solución única y verdadera del Problema Social (1903)
- La Justicia Divina
- La Caritat y la Verge del Port de Llansà

### Teatre
- Lo Japet y la Mundeta de Castell-fullit (1904)
- El Perico y la Lola (1906)
- La Bordeta